# Kostel svaté Máří Magdaleny (Svatá Maří)
Kostel svaté Máří Magdaleny ve Svaté Maří je barokně přestavený původně gotický kostel, který je farním kostelem farnosti Svatá Maří. Kostel je zároveň kulturní památkou a nachází se v nadmořské výšce asi 770 m n. m.

## Historie

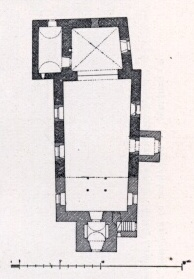
Půdorys

Kostel má gotický původ, již v roce 1359 byla v kostele doložena biřmování, v roce 1360 je zde uváděna plebánie (zmínka o osadě „Ad S. Marie in Laz“ s kostelem je z roku 1352), k roku 1414 je uváděn u kostela kaplan. V 17. století místní fara zanikla a obec byla přifařena k Malenicím. V první polovině 18. století došlo k barokní přestavbě kostela, v té samé době byla obnovena i fara. Ještě později byla dostavěna západní věž a kruchta se schodištěm. Barokní přestavba byla prováděna podle plánů Antona Erharda Martinelliho.

## Popis

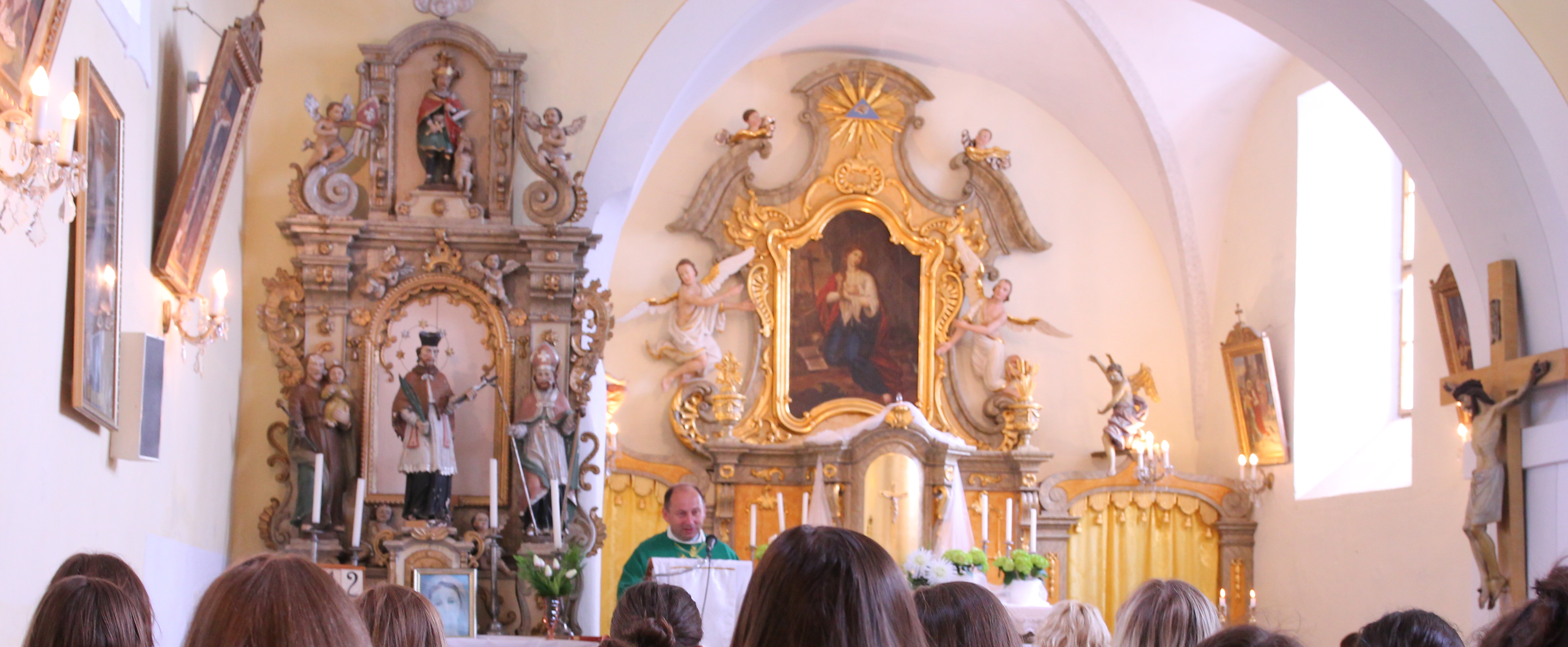
Interiér kostela

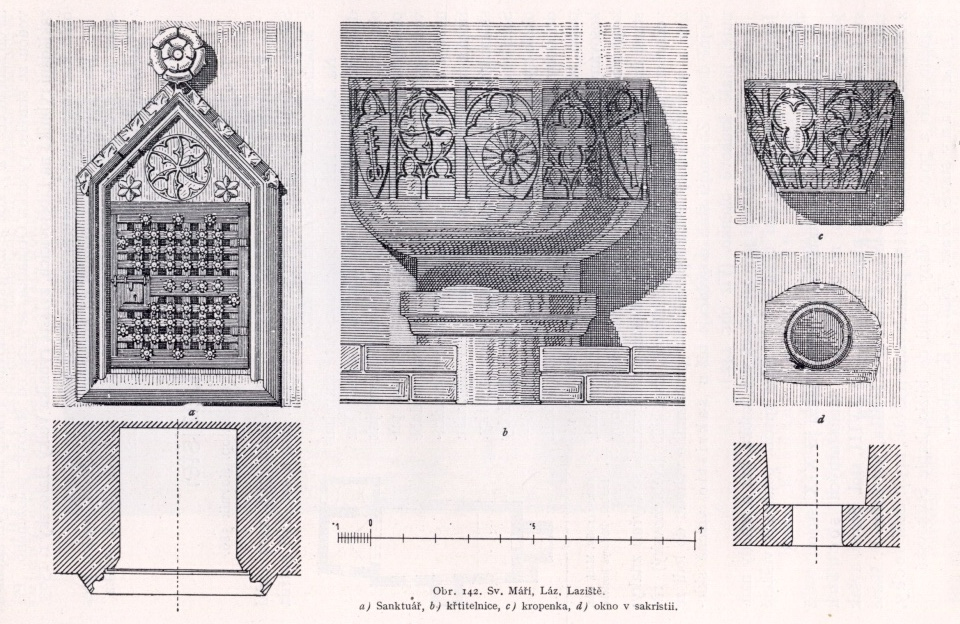
Vlevo: svatostánek, uprostřed: kamenná křtitelnice, vpravo: kropenka a detail okna

Kostel, který leží na severozápadním okraji vesnice, díky vyvýšené poloze tvoří dominantu obce a její urbanistické jádro. Kostel je jednolodní a v jeho západním průčelí stojí hranolová neslohová věž, kostel je orientován k východu.
Presbytář je zaklenut křížovou klenbou bez žeber, která stejně jako plochý rákosovaný strop lodi pochází z 1. poloviny 18. století. V lodi byl původně trámový strop. Presbytář má pravoúhlý půdorys, jeho šířka činí 5,74 m, délka je 5,3 m, uzavřený je do půlkruhu sklenutým vítězným obloukem o šířce 1,3 m. V presbytáři se dochovaly stopy starých oken – některá z nich byla později zazděna, jiná byla rozšířena. Nad presbytářem ční sanktusník. Sakristie, která se nachází severně od presbytáře, je zaklenuta valenou klenbou a má malé kruhové okénko.
Loď je dlouhá 16,2 m a široká 8 m, původní tvar oken v lodi je neznámý. Na jižní straně kostela se směrem ke schodům na náves nachází předsíň. Kostel má též hodnotnou konstrukci krovů.
Z gotické stavby se dochovalo hrubé zdivo presbytáře, sakristie a lodi i původní klenby sakristie a presbytáře. Z vnitřního vybavení to je kamenná gotická křtitelnice, drobná kamenná gotická kropenka u postranního vchodu a gotický sanktuář s vimperkem z období okolo roku 1500. Kamenná křtitelnice nacházející se v lodi je desetistranná a nese čtyři erby, z nichž jsou identifikované znaky Budkovských z Budkova (břevno ve štítě), Nebřehovských (dva klíče) a pánů z Čestic (růžice a kapr).
Další vnitřní zařízení kostela, zejména oltářní obrazy, je rokokové a pochází z 19. století. Výjimkou jsou kromě zmíněné křtitelnice sochy sv. Cecílie a sv. Barbory z 18. století a také starší socha Panny Marie s Ježíškem z 16. století, která je 1,18 m vysoká. Kostelní varhany byly postaveny Františkem Jüstlem z Českého Krumlova.
Areál kostela s přilehlým hřbitovem a márnicí je obehnán hřbitovní zdí, před branou ve hřbitovní zdi stojí kříž. S areálem kostela sousedí fara a škola. Na jaře 2020 byly obnoveny schody vedoucí ke kostelu.

## Zvony
V kostele se nacházejí (dle soupisu z roku 1913) tři staré gotické zvony, které patří spolu se zvony ze Zdíkovce k nejstarším jihočeským zvonům vůbec. Jedná se o tyto zvony:
- Velký zvon o průměru 0,86 m, výšky 0,68 m s výškou koruny 0,12 m je kromě nápisu gotickou minuskulí u koruny hladký. Nápis vzývá jména evangelistů a Panny Marie: {\displaystyle {\mathfrak {a}}{\mathfrak {v}}{\mathfrak {e}}+{\mathfrak {m}}{\mathfrak {a}}{\mathfrak {r}}{\mathfrak {i}}{\mathfrak {a}}+{\mathfrak {p}}{\mathfrak {e}}{\mathfrak {n}}{\mathfrak {a}}+{\mathfrak {l}}{\mathfrak {u}}{\mathfrak {c}}{\mathfrak {s}}+{\mathfrak {m}}{\mathfrak {a}}{\mathfrak {r}}{\mathfrak {k}}{\mathfrak {u}}{\mathfrak {s}}+{\mathfrak {j}}{\mathfrak {o}}{\mathfrak {h}}{\mathfrak {a}}{\mathfrak {n}}{\mathfrak {n}}{\mathfrak {e}}{\mathfrak {s}}+{\mathfrak {m}}{\mathfrak {a}}{\mathfrak {t}}{\mathfrak {h}}{\mathfrak {u}}{\mathfrak {s}}\,+}.
- Prostřední zvon o dolním průměru 0,58 m, horním průměru 0,27 m, výšce 0,48 m a korunou vysokou 0,11 m má táhlou formu a je hladký. Koruna má pět ramen, šesté rameno je ulomené, každé rameno nese jedno písmeno psané gotickou majuskulí: {\displaystyle {\mathfrak {S}}-{\mathfrak {M}}-{\mathfrak {A}}-({\mathfrak {R}})-{\mathfrak {I}}-{\mathfrak {A}}}.
- Malý zvon má průměr 0,54 m, výšku 0,45 m, koruna je 0,12 m vysoká. Je rovněž hladký a u koruny nese nápis psaný gotickou miniskulí opět vzývající čtyři evangelisty: {\displaystyle {\mathfrak {m}}{\mathfrak {a}}{\mathfrak {r}}{\mathfrak {c}}{\mathfrak {u}}{\mathfrak {s}}+{\mathfrak {i}}{\mathfrak {o}}{\mathfrak {h}}{\mathfrak {a}}{\mathfrak {n}}{\mathfrak {n}}{\mathfrak {e}}{\mathfrak {s}}+{\mathfrak {m}}{\mathfrak {a}}{\mathfrak {t}}{\mathfrak {h}}{\mathfrak {e}}{\mathfrak {u}}{\mathfrak {s}}+{\mathfrak {l}}{\mathfrak {u}}{\mathfrak {c}}{\mathfrak {a}}{\mathfrak {s}}\,+}. Na spodní ploše srdce je vysekaný křížek.

## Bohoslužby
Bohoslužby v kostele slouží administrátor excurrendo z Vimperka, R.D. Mgr. Jaromír Stehlík.
| Den    | Hodina |
| ------ | ------ |
| neděle | 10.45  |

## Fotogalerie

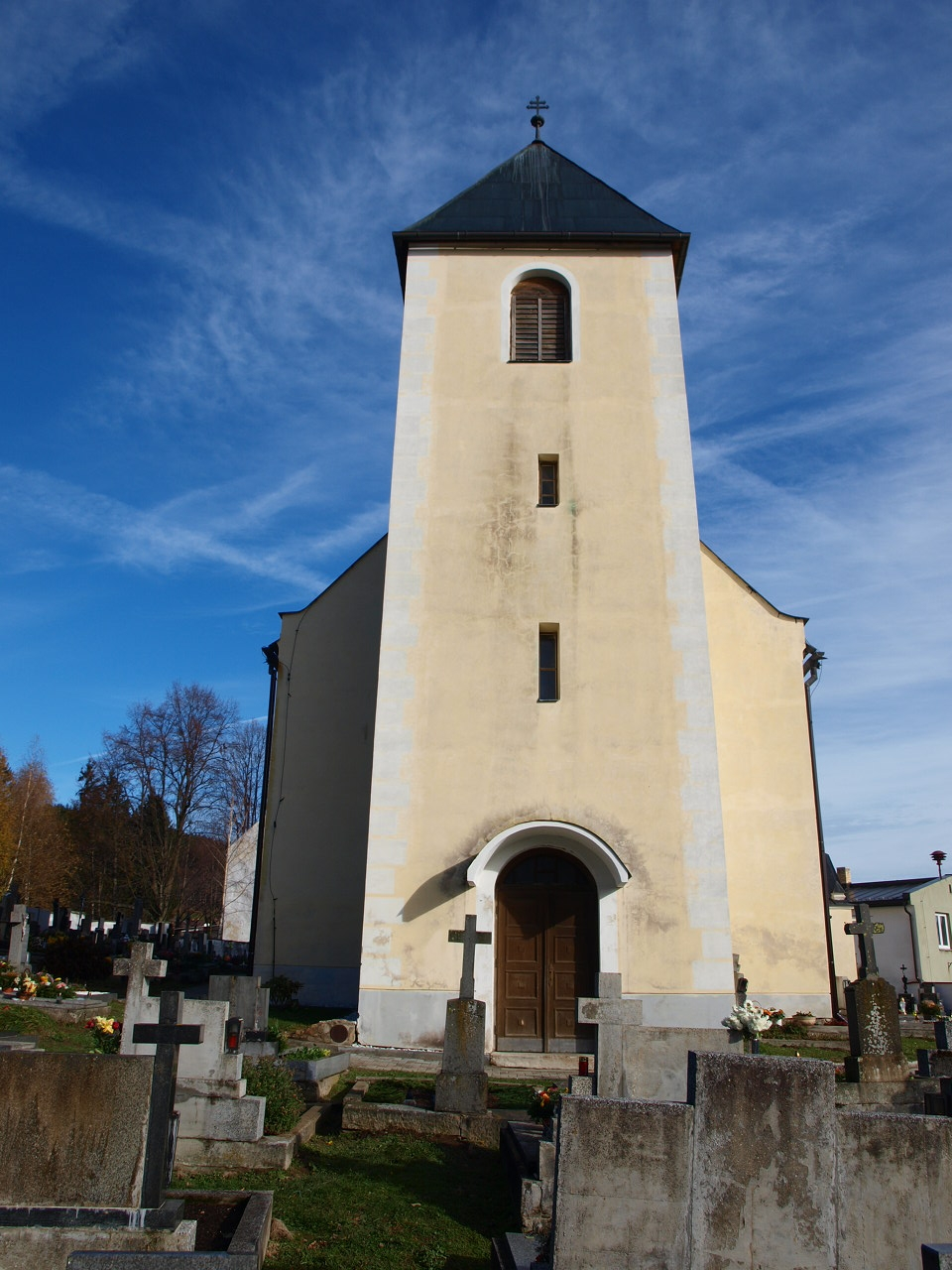
Věž kostela
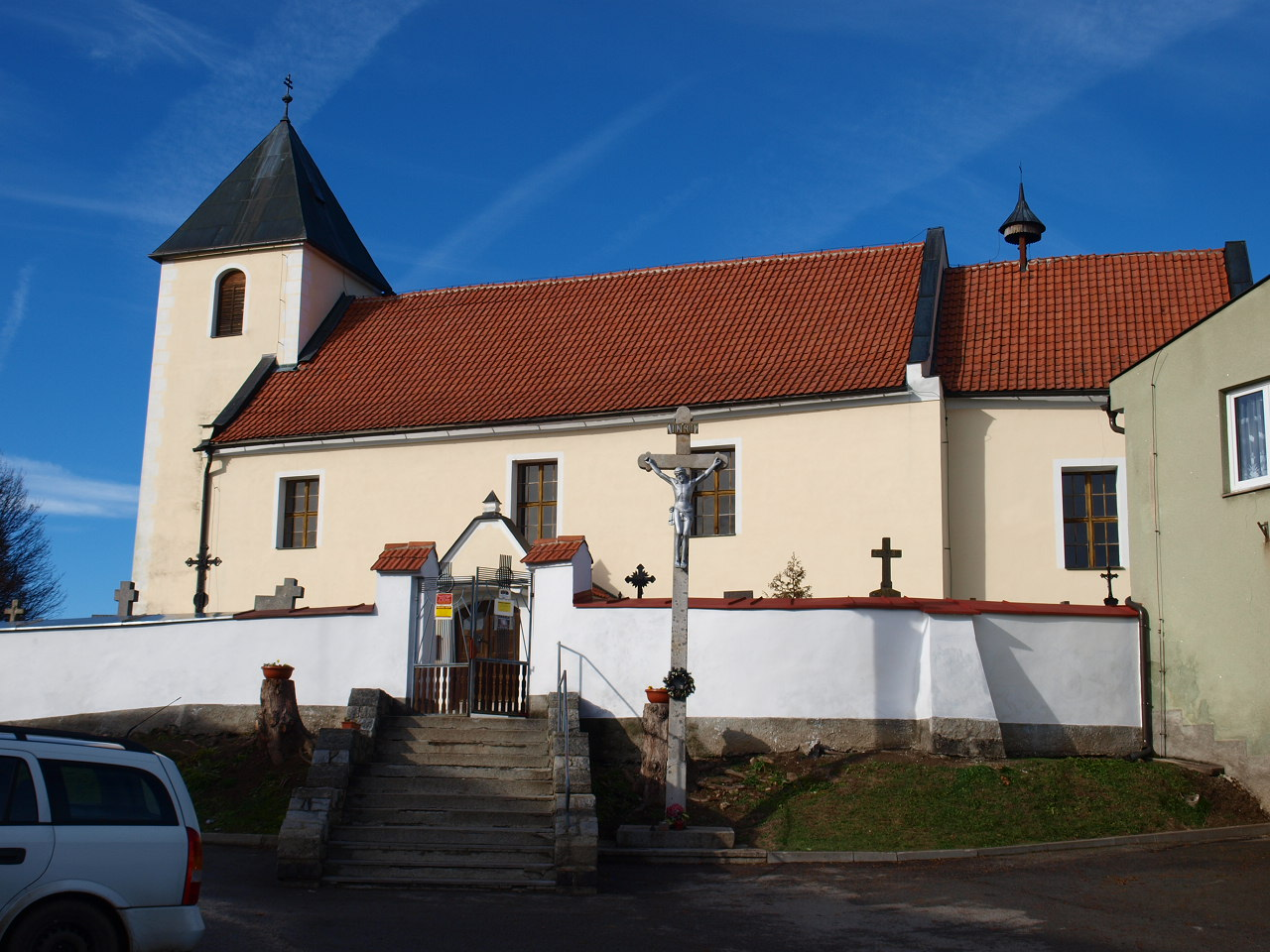
Jihovýchodní pohled na kostel
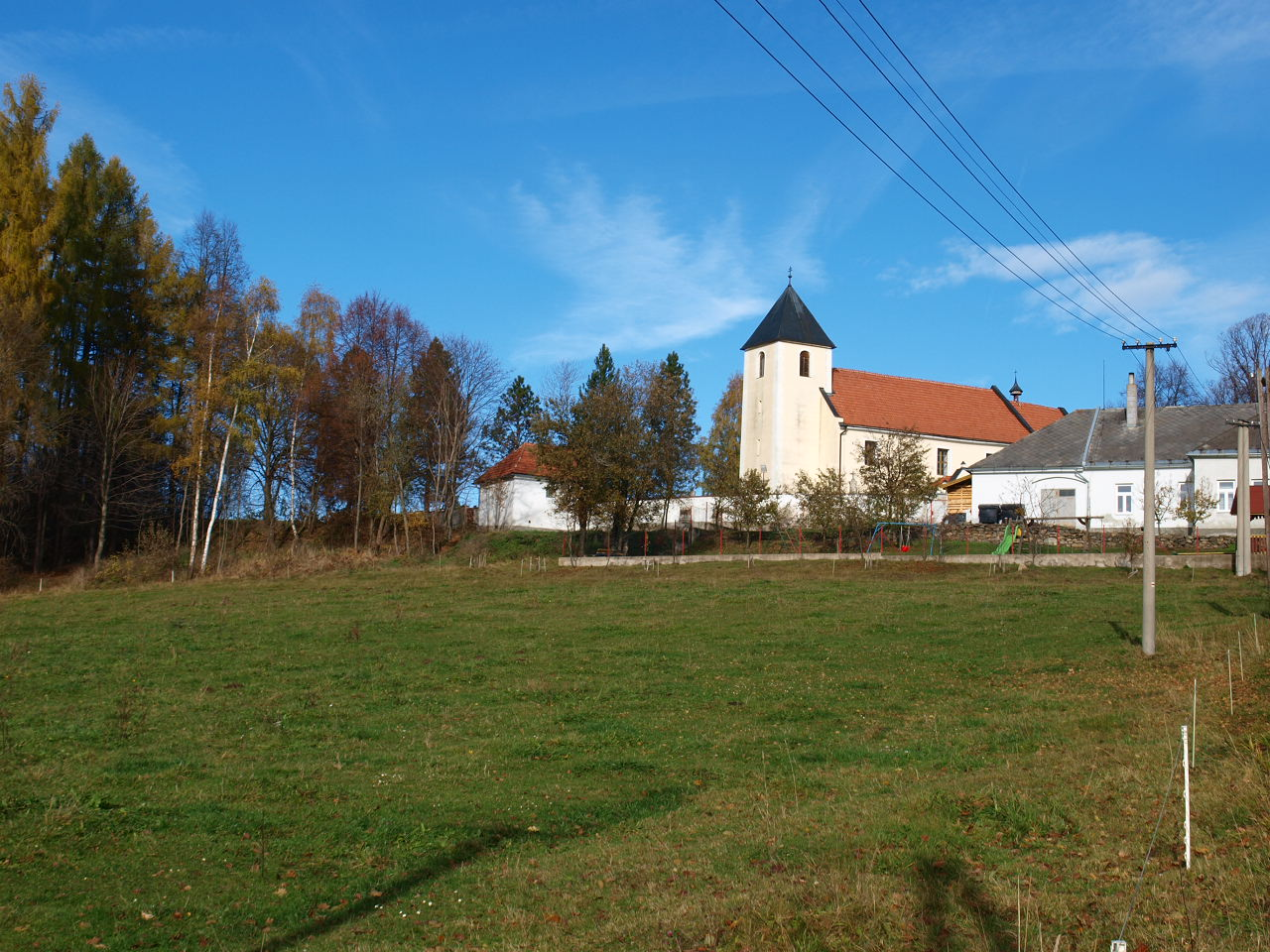
Jihozápadní pohled
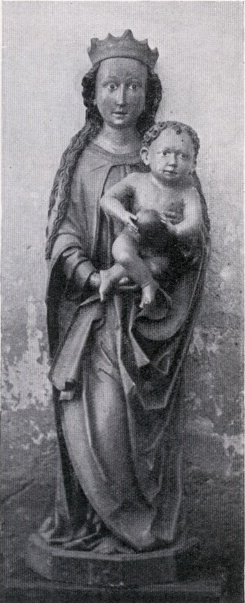
Socha Panny Marie
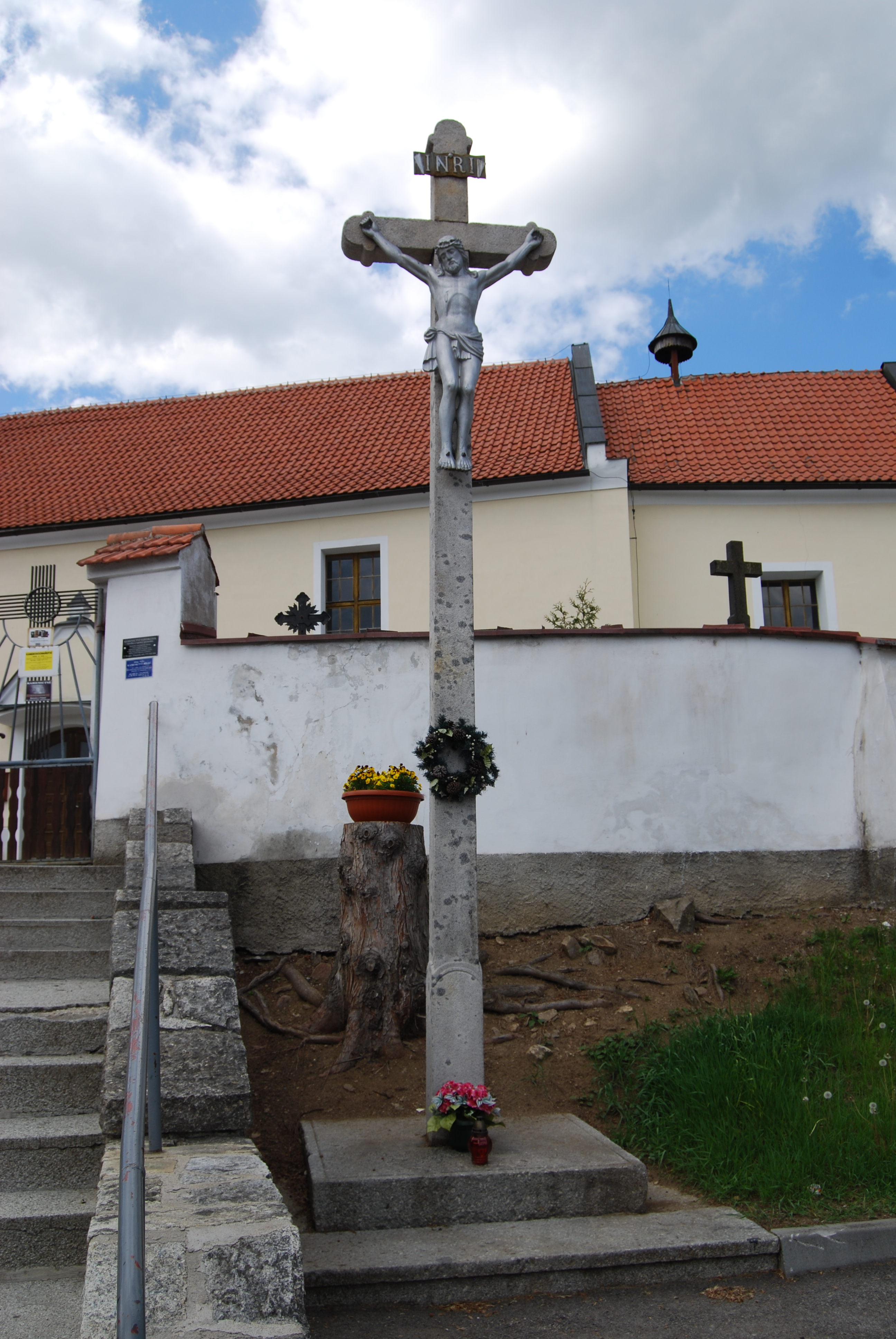
Kříž před kostelem
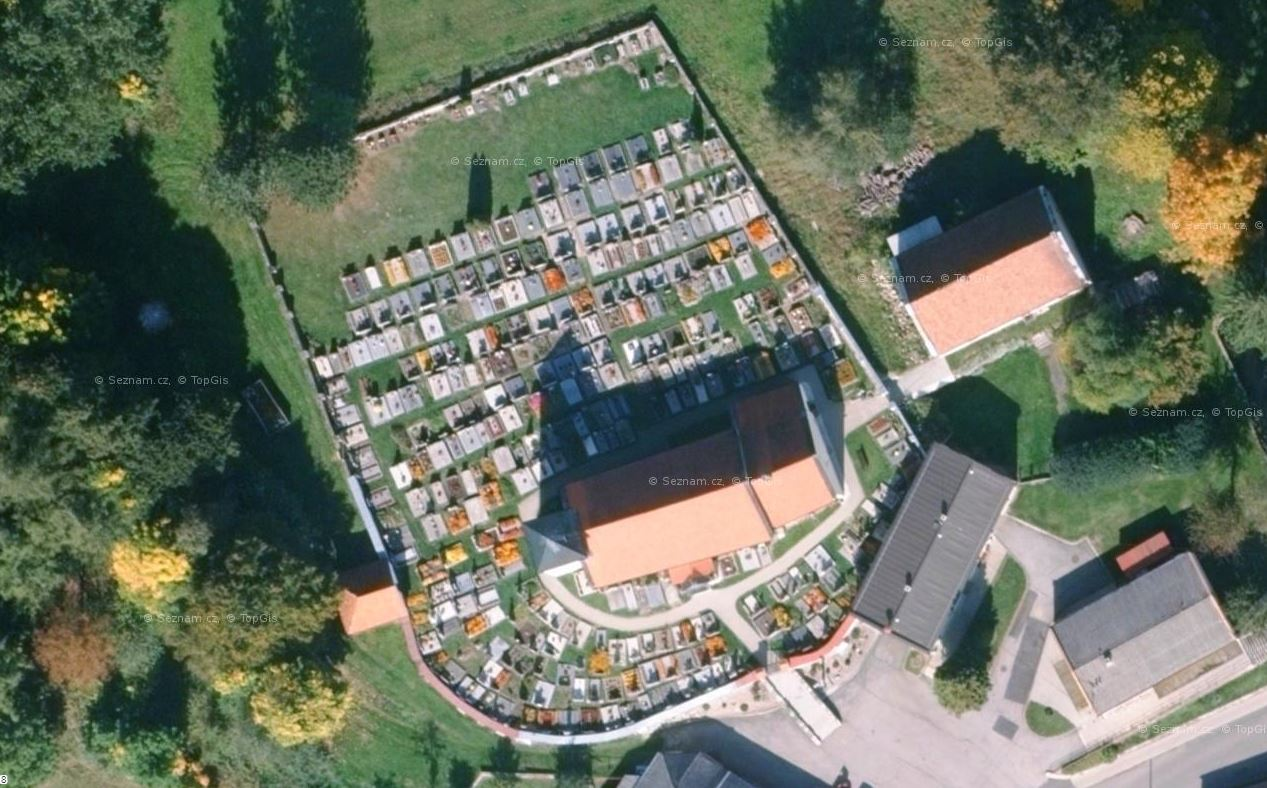
Letecké foto kostela (Mapy.cz)